# Dasychira uteles
Dasychira uteles är en fjärilsart som beskrevs av Collenette 1936. Dasychira uteles ingår i släktet Dasychira och familjen tofsspinnare. Inga underarter finns listade i Catalogue of Life.